# Theater Owners Booking Association
Theater Owners Booking Association (auf Deutsch ungefähr Buchungsverband der Theaterbesitzer), kurz T. O. B. A., war ein Verband US-amerikanischer Vaudeville-Theater, der vor allem in den 1920ern und 1930ern Shows mit afroamerikanischen Musikern, Comedians und sonstigen Bühnenkünstlern anbot. Die Theaterbesitzer waren ausschließlich Weiße, die für ein afroamerikanisches Publikum Jazz-, Blues- und andere Veranstaltungen organisierten. Der Verband begann 1909 mit 31 Theatern und hatte in seinen besten Zeiten in den 1920ern über 100 Mitglieder.
Die farbigen Künstler prägten für T. O. B. A. die Spitznamen Tough on Black Artists (Hart gegen schwarze Künstler, da die Gagen geringer waren als für Weiße) und Toby Time (Time, eigentlich Zeit, war ein Synonym für Vaudeville). Angeblich waren T. O. B. A.-Theater die einzigen südlich der Mason-Dixon-Linie, die Programme für schwarzes Publikum anboten. Mit der Großen Depression verlor T. O. B. A. an Bedeutung.
Zu den T. O. B. A.-Stars gehörten u. a. Ethel Waters, Ma Rainey, Bessie Smith, Mamie Smith, Fletcher Henderson, Fats Waller, Louis Armstrong, Duke Ellington, Josephine Baker, Cab Calloway, Count Basie und (bereits im Alter von vier Jahren) Sammy Davis junior.